# Anseong
Anseong (Hán Việt: An Thành) là thành phố thuộc tỉnh tỉnh Gyeonggi, Hàn Quốc. Thành phố có diện tích tổng cộng 554,2 km2, dân số là 190,095 người (năm 2013). Thành phố có cự ly 80 km về phía nam Seoul. Thành phố có dong (phường).

## Các đơn vị hành chính
Thành phố được chia thành dong (phường)
| Tên             | Hangul  | Hanja   | Dân số | Hộ dân | Vùng(㎢) |
| --------------- | ------- | ------- | ------ | ------ | -------- |
| Gongdo-eup      | 공도읍  | 孔道邑  | 57,948 | 21,161 | 31.96    |
| Bogae-myeon     | 보개면  | 寶蓋面  | 6,574  | 2,606  | 53.01    |
| Geumgwang-myeon | 금광면  | 金光面  | 8,755  | 3,515  | 71.71    |
| Seoun-myeon     | 서운면  | 瑞雲面  | 4,479  | 1,739  | 36.28    |
| Miyang-myeon    | 미양면  | 薇陽面  | 8,167  | 3,033  | 33.73    |
| Daedeok-myeon   | 대덕면  | 大德面  | 12,606 | 6,362  | 31.16    |
| Yangseong-myeon | 양성면  | 陽城面  | 6,137  | 2,506  | 53.17    |
| Wongok-myeon    | 원곡면  | 元谷面  | 5,607  | 2,253  | 37.83    |
| Gosam-myeon     | 고삼면  | 古三面  | 2,163  | 918    | 27.79    |
| Iljuk-myeon     | 일죽면  | 一竹面  | 9,229  | 3,669  | 55.54    |
| Juksan-myeon    | 죽산면  | 竹山面  | 7,842  | 3,400  | 57.26    |
| Samjuk-myeon    | 삼죽면  | 三竹面  | 4,113  | 1,688  | 39.07    |
| Anseong1-dong   | 안성1동 | 安城1洞 | 13,444 | 5,306  | 6.55     |
| Anseong2-dong   | 안성2동 | 安城2洞 | 19,460 | 7,322  | 10.14    |
| Anseong3-dong   | 안성3동 | 安城3洞 | 23,571 | 8,136  | 8.27     |

## Thống kê
Đất sử dụng:

## Giáo dục
Các trường đại học Anseong bao gồm:
- Ansung Women's Polytechnic College
- Capital Baptist Theological Seminary
- Chung-Ang University (Anseong campus)
- Dong-Ah Broadcasting College
- Doowon Technical College
- Hankyong National University

## Hình ảnh

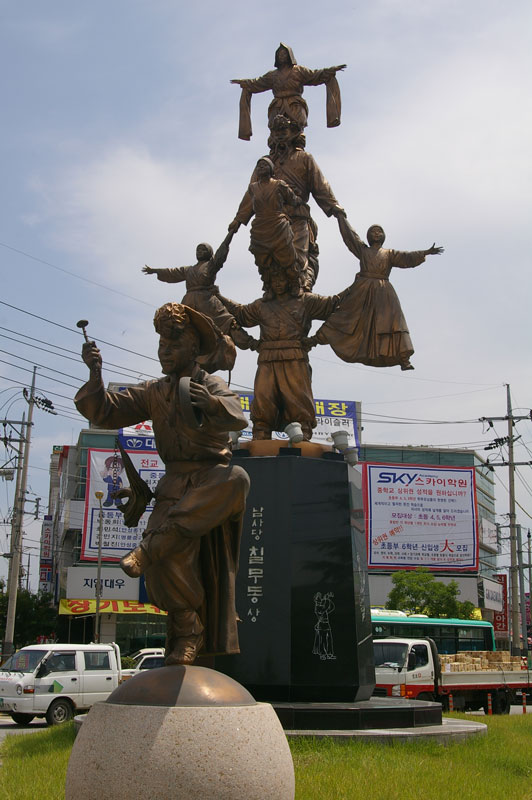
Tượng của Namsadang Neuri
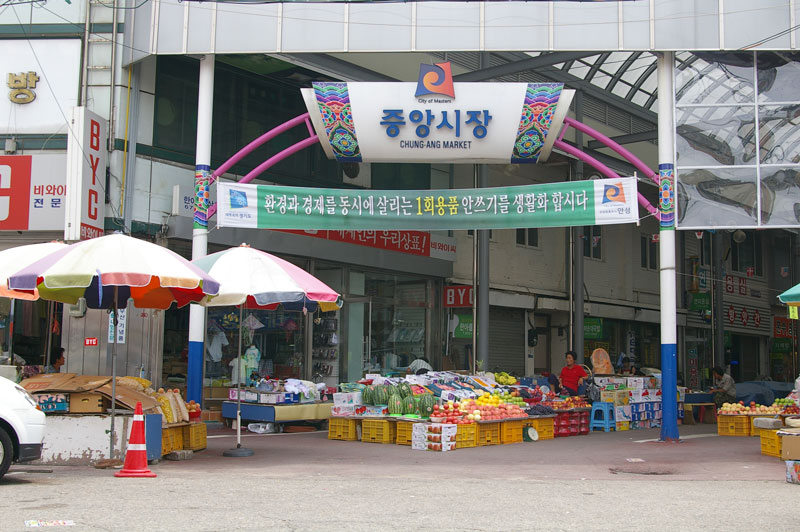
Chợ Chung-ang
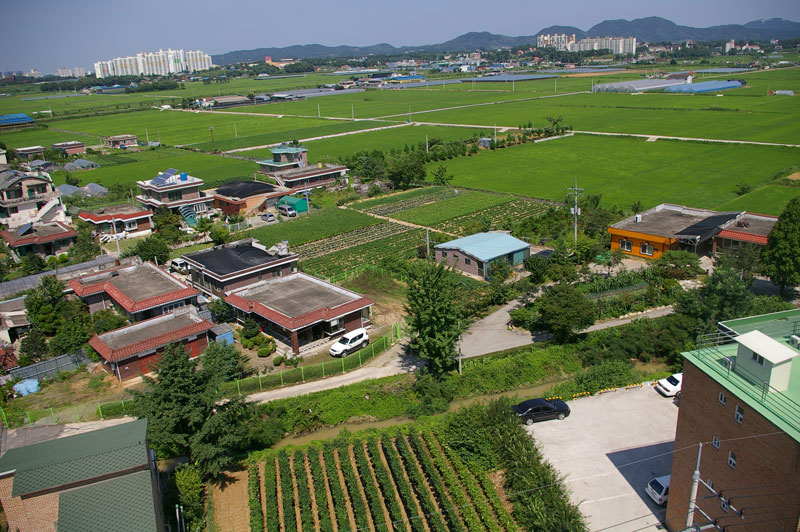
Ruộng lúa